# Mangge Asi
Mangge Asi is een bestuurslaag in het regentschap Dompu van de provincie West-Nusa Tenggara, Indonesië. Mangge Asi telt 2972 inwoners (volkstelling 2010).